# Вишняков Альберт Олександрович
Альберт Олександрович Вишняков (рос. Альберт Александрович Вишняков; 30 грудня 1983, м. Альметьєвськ, СРСР) — російський хокеїст, нападник. Виступає за «Аріада-Акпарс» (Волжськ) у Вищій хокейній лізі.
Вихованець хокейної школи «Нафтовик» (Альметьєвськ). Виступав за: «Нафтовик» (Альметьєвськ), «Торпедо» (Нижній Новгород), «Ак Барс» (Казань), «Нафтохімік» (Нижньокамськ), «Динамо» (Москва), «Спартак» (Москва), «Металург» (Новокузнецьк), «Молот-Прикам'я» (Перм).
Досягнення
- Чемпіон Росії (2005)
- Володар Кубка європейських чемпіонів (2006).